# 마커스 총
마커스 총(Marcus Chong, 1967년 7월 8일 ~ )은 미국의 배우, 영화 제작자이다.
시애틀에서 태어났다.
영화 《매트릭스》(1999)를 찍은 뒤, 총 25만 달러의 출연료를 받고 후속작 두 편에 더 출연하기로 계약했으나 자신의 비중이 높다고 본인 스스로 판단하여 두 배의 출연료와 보너스를 요구하다가 하차하게 되었다.

## 출연 작품
- 흑전사 블랙 엔젤 (1991, Flight of Black Angel)
- 에드워드 펄롱의 어게인 (1992, American Heart)
- 대륙의 형제 (1994, Vanishing Son)
- Panther (1995)
- 퓨어 데인저 (1996, Pure Danger)
- 매트릭스 (1999) - 탱크 역
- 크로우 : 죽은 천사의 시 (2005, The Crow: Wicked Prayer)
- Not 4 Sale (2013) - 해리 벨러폰티 역